# هرمان اسپیلمنس
هرمان اسپیلمنس (آلمانی: Hermann Speelmans; ۱۴ اوت ۱۹۰۶ – ۹ فوریهٔ ۱۹۶۰) هنرپیشه اهل آلمان بود.
از فیلم‌ها یا برنامه‌های تلویزیونی که وی در آن نقش داشته‌است می‌توان به مردی در جستجوی قاتل خود اشاره کرد.